# Barossa Valley
Das Barossa Valley ist eine Gegend etwa 70 km nordöstlich von Adelaide im australischen Bundesstaat South Australia. Mit einer Rebfläche von ca. 10.000 ha ist es das bekannteste Weinbaugebiet Australiens.

## Geschichte
Vor der europäischen Kolonisierung lebte im Barossa Valley eine kleine Gruppe von Aborigines, die sich aus Samen, die sie zu Damper verarbeiteten und von Kängurus, Wallabys, Possums, Echsen und Fischen, die sie jagten, ernährten.

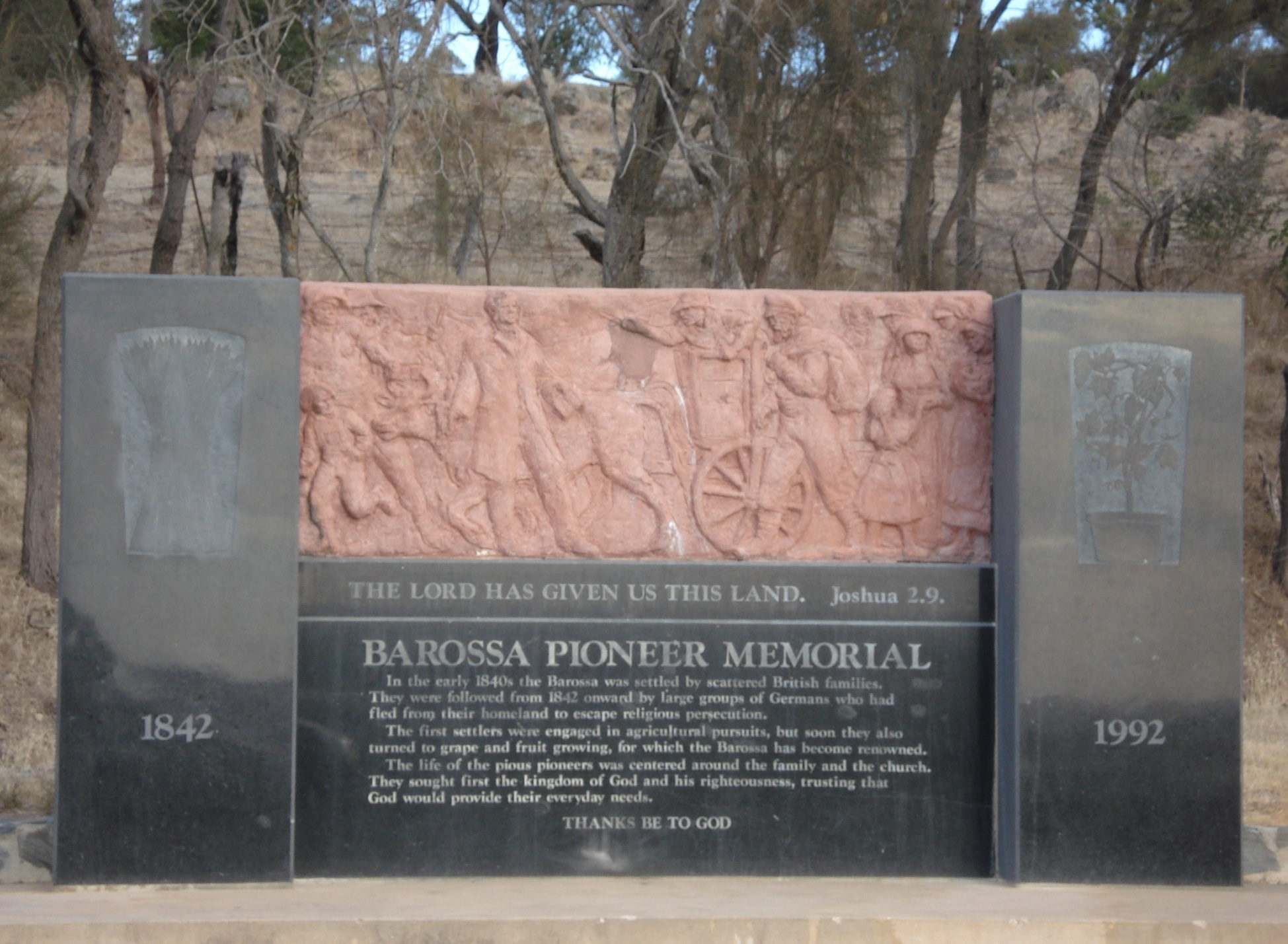
Barrossa Pioneer Monument in Bethany

Der erste Europäer, der in das Barossa-Gebiet vorstieß, war Oberst William Light im Dezember 1837, der Generalvermesser von South Australia. 1839 kam der deutsche Mineraloge Johannes Menge in das nördliche Gebiet des Tales und beschrieb das Gebiet voller Enthusiasmus. Dies wurde Charles Flaxman, einem Beschäftigten von George Fife Angas bekannt, der Kaufmann und Vorsitzenden der South Australia Company war, die 1836 zu Kolonisierung von South Australia gegründet worden war. Angas und der Pastor August Kavel waren miteinander über den altlutherischen Glauben verbunden. Angas finanziert die Reisekosten der deutschen Aussiedler im Jahre 1838 vor und verpachtete das Land an sie.
Der Name des Tales kommt von den umliegenden Barossa Ranges, die Teil der südaustralischen Bergkette Mount Lofty Ranges sind, und von William Light nach einer Schlacht in Spanien benannt wurden, in der er gekämpft und die die Briten gewonnen hatten. Durch einen Fehler auf offiziellen Dokumenten wurde aus dem spanischen „Barrosa“ das australische „Barossa“.
Die ersten Siedlergruppen des etwa 13 km langen und 14 km weiten Barossa Valley waren englischer Abstammung (aus Cornwall) und ließen sich in der Umgebung von Lyndoch nieder, aber bereits 1838 folgten die ersten Deutschen, die auf der Suche nach (religiöser) Freiheit aus Schlesien, Preußen und Posen ausgewandert waren und sich nun in Klemzig und Bethany an einen Neuanfang machten.
Weitere Siedlungen in den 1840er Jahren fanden im zentralen Teil des Barossatals statt, in Bethany, Langmeil, Tanunda, Light Pass, Krondorf, Hoffnungsthal und Rowland Flat. Während der 1850er Jahre wurde im Westen in Rosenthal (Rosedale), Schönborn, New Mecklenburg (Gomersal), Gnadenfrei (Marananga), Greenock und Nain gesiedelt. Im Osten wurden die Orte Grünberg und Gnadenberg und im Moculta-Gebiet und auch North Rhine (Nordrhein, heute Keyneton) gebaut. Im Norden Nuriootpa, Ebenezer, Neukirch und Stockwell angelegt. Die meisten Siedler kamen aus den preußischen Provinzen Brandenburg, Schlesien und Posen; weitere kamen aus Mecklenburg, Holstein, Hannover und Sachsen. Die Region wurde daher auch „Neu-Schlesien“ genannt. Einige der Einwanderer stammten aus Grünberg und brachten Winzerei aus dem damals östlichsten Weinbaugebiet Deutschlands mit.
Die Siedler aus Sachsen kamen, waren Wenden und Slawen, die in Ebenezer und St. Kitts siedelten. Die Briten ließen sich in Lyndoch, Angaston, Truro und Barton nieder.
Im Jahre 1847 pflanzte einer der zahlreichen deutschen Einwanderer, Johann Grampp aus Aichig bei Kulmbach, die ersten Reben am Jacob’s Creek und begründete damit eine der erfolgreichsten Kellereien Australiens. Joseph Seppelt, ein anderer deutschstämmiger Einwanderer, legte in Seppeltsfield den Grundstein für eine weitere große Kellerei, zahlreiche andere deutsche Weinbauern folgten und machten Wein zum wichtigsten Anbauprodukte der Gegend. Bereits um 1890 wurde dieser Wein nach England exportiert, woraus sich die heutige Dominanz des Weinbaus im Barossa Valley ergibt.

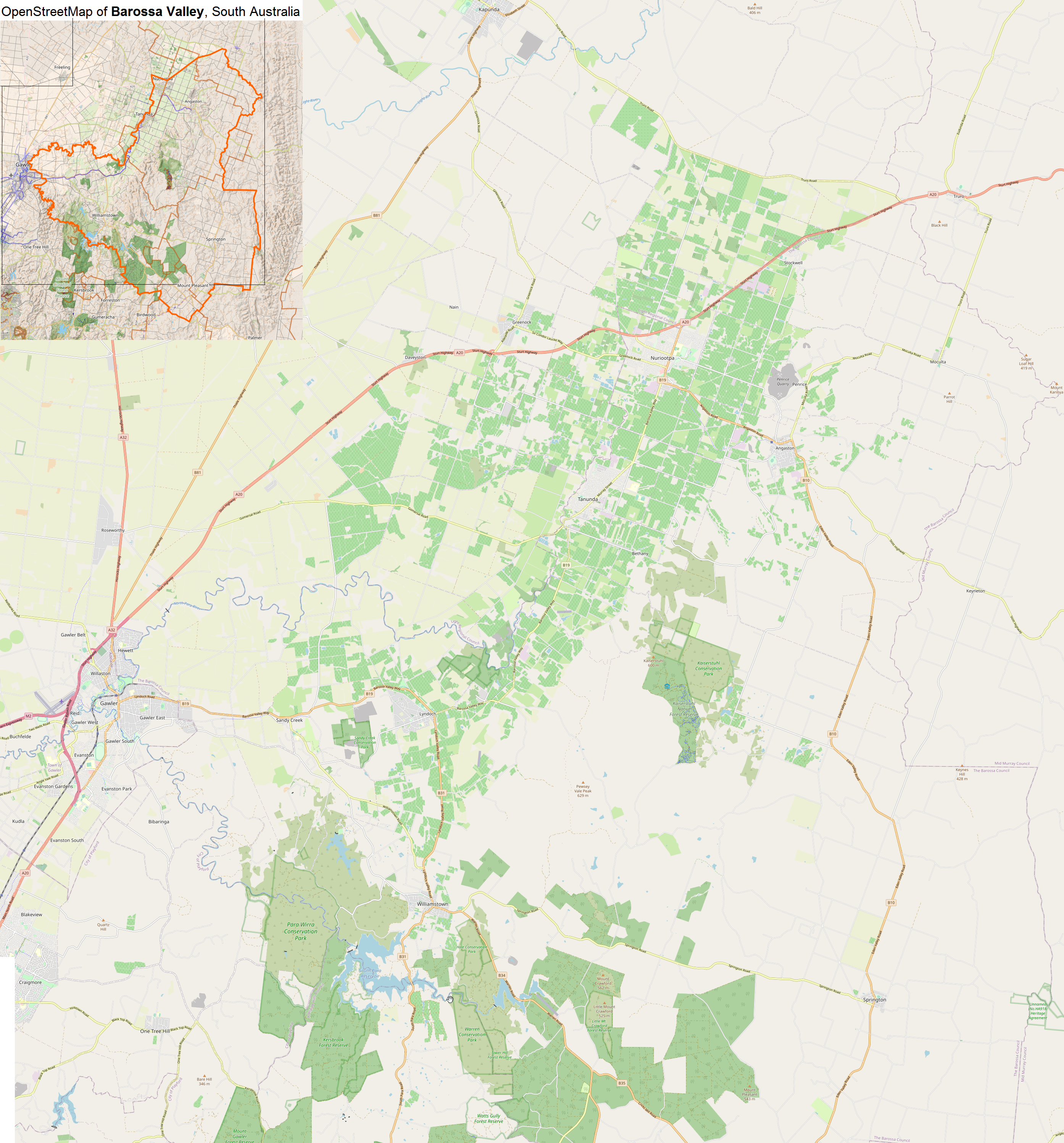
Detailkarte des Barossa-Tals, oben links in orange die Grenzen des Barossa Valley Council

## Orte und Bevölkerung
Im Barossa Valley leben ungefähr 20.000 Menschen, viele von ihnen sind Lutheraner. Zu den größeren Orten mit mehr als 1.000 Einwohnern zählen Tanunda, Nuriootpa, Angaston und Lyndoch. Alle Orte des Barossa Valley sind Teil des Barossa Council. Die nächstgelegene größere Stadt ist Gawler am Weg nach Adelaide.

### Angaston
Lage: 34° 30′ S, 139° 3′ O
1839 erwarb George Fife Angus Grund, den er Angaston nannte. Um 1842/43 kam John Howard Angas nach Barossa, um seinen Vater bei der Verwaltung des Anwesens zu helfen. Ihm folgten Siedler deutscher und britischer Abstammung, die in der Umgebung einen Neubeginn anfingen. 1844 wurde eine Kirche – die Union Chapel – erbaut. Mittlerweile gibt es vier Kirchen im Ort, dazu einen Bahnhof, ein Krankenhaus, eine Bibliothek und zwei Grundschulen. Es leben etwa 1.870 Menschen in Angaston, die hauptsächlich von Weinbau, Landwirtschaft und Fruchtanbau leben. Ursprünglich war Angaston als German Pass bekannt, wurde aber zu Ehren seines Begründers umbenannt.

### Bethany
Lage: 34° 32′ S, 138° 58′ O
Bethany war ein kleines Dorf, das 1842 als Bethanien gegründet wurde. Im ersten Jahr siedelten sich 28 lutherische Familien (insgesamt 117 Personen) preußischer Abstammung an, die das Land von George Fife Angus gemietet hatten. Diesen Hintergrund sieht man dem Ort noch heute an, da er in Form eines Hufendorfes angelegt wurde und der Ortskern mit der typisch deutschen Architektur noch großteils erhalten ist. Während der Zeit des Ersten Weltkriegs erhielt der Ort seinen heutigen Namen. Durch die Nähe zu Tanunda wurde Bethany nicht besonders ausgebaut. Für Einkäufe und Ähnliches fahren die Einwohner in die größere Nachbarstadt.

### Eden Valley
Lage: 34° 39′ S, 139° 6′ O
Eden Valley ist ein kleiner, 1864 entstandener Ort mit 200 Einwohnern und einer lutherischen Kirche. Er ist der Ausgangspunkt zum benachbarten Tal gleichen Namens, in dem ebenfalls der Weinbau eine große Rolle spielt.

### Lyndoch
Lage: 34° 36′ S, 138° 53′ O
Lyndoch liegt am südlichen Ende des Barossa Valley. Die Gründung geht auf Colonel Light zurück, der dem Ort 1837 seinen Namen gab. In der Nähe gründeten Migranten aus Posen die lutherische Siedlung Hoffnungsthal, obwohl sie von Ureinwohnern vor regelmäßigen Überflutungen im Winter gewarnt worden waren. 1854 gaben die Leute schließlich auf und siedelten sich großteils in Lyndoch an. Heute leben etwa 1.140 Menschen in Lyndoch. Neben zwei Grundschulen, einer Bibliothek und einem Bowling-Club gibt es vier Kirchen, zwei davon sind lutherisch.

### Marananga
Lage: 34° 29′ S, 138° 56′ O
Marananga ist ein winziges Dorf im Barossa Valley, das zwischen Tanunda und Seppeltsfield liegt. Der Ort hieß früher Gnadenfrei und wurde in den Jahren von 1845 bis 1850 gegründet. Umbenannt wurde der Ort im Jahr 1917 in der Zeit des Ersten Weltkriegs.

### Moculta
Abraham Shannon erwarb 1850 das Land östlich von Nuriootpa, das heute Moculta ist. Ursprünglich wurde es wegen der vielen wilden Enten The Duck Ponds (dt. Die Ententeiche) genannt. Moculta selbst ist der Aborigines-Namen für einen großen Hügel, der heute als Parrot Hill bekannt ist. Der Ort wurde von Bauern aus Bethany bevölkert. Die zwei lutherischen Kirchen Gruenberg und Gnadenberg wurden um 1859 bzw. 1860 erbaut. Moculta hat circa 230 Einwohner.

### Mount Pleasant
Lage: 34° 46′ S, 139° 3′ O
Mount Pleasant – ein Zusammenschluss der Orte Mount Pleasant, Hendryton und Totness – hatte bei der Volkszählung 2001 529 Einwohner und wurde 1854 gegründet. Die Siedler züchteten damals hauptsächlich Schafe und bauten Getreide an. Um 1860 wurde auch Gold gefunden, aber da das Vorkommen gering war, zogen die Schürfer bald weiter. Aus dieser Zeit stammt noch die Polizeistation, die gemeinsam mit dem Krankenhaus das Ortsbild prägt. In Mount Pleasant gibt es neben zwei Kirchen und einer Grundschule auch mehrere Sportanlagen, z. B. einen Golfclub, einen Bowlingclub und mehrere Tennisplätze.

### Nuriootpa
Lage: 34° 28′ S, 139° 0′ O
Nuriootpa ist das Handelszentrum des Barossa Valley und liegt am nördlichen Ende nahe dem Stuart Highway. Der Name der Stadt kommt aus der Sprache der Aborigines und bedeutet so viel wie „Treffpunkt“. Um 1850 wurde der Ort von deutschen und britischen Siedlern gemeinsam gegründet und 1856 offiziell zur Stadt ernannt. Heute leben etwa 3.490 Menschen in Nuriootpa, das auch Heimat einiger der bekanntesten Weingüter wie Penfolds, Kaesler Wines und Wolf Blass ist. Die Stadt hat neben zwei Grundschulen auch eine High School und ein TAFE-Zentrum. Zudem gibt es sieben Kirchen.

### Penrice
Lage: 34° 29′ S, 139° 2′ O
Penrice ist ein kleiner Ort nördlich von Angaston, der 1850 gegründet und von Captain Rodda nach einer Stadt in Glamorgan, Wales benannt wurde. Die Firma Penrice Soda Products baut hier Kalkstein und Marmor ab.

### Seppeltsfield
Lage: 34° 30′ S, 138° 54′ O
Seppeltsfield ist ein 1851 von Joseph Ernst Seppelt gegründetes kleines Dorf, wo sich eine der größten Weinkellereien Australiens befindet.

### Tanunda
Lage: 34° 32′ S, 138° 57′ O
Das heutige Tanunda wurde um 1843 von Preußen aus der Gegend von Klemzig mit dem Namen Langmeil besiedelt. Während des Ersten Weltkriegs wurde es in Bilyara umbenannt und erhielt erst 1975 seinen alten Namen zurück. Tanunda entwickelte sich aus der Vereinigung von Langmeil und mehreren anderen kleinen Dörfern. Der Name kommt aus der Aborigines-Sprache und bedeutet „Wasserloch“. Heute leben in der 1848 gegründeten Stadt ungefähr 3.500 Menschen. Durch frühere Streitigkeiten zwischen den Siedlern sind vier der sieben Kirchen in Tanunda lutherisch. Neben zwei Grundschulen gibt es auch eine Hauptschule, einen Bahnhof, eine Bibliothek, eine Galerie, ein Schwimmbad und ein Krankenhaus.

### Williamstown
Lage: 34° 40′ S, 138° 53′ O
Williamstown wurde 1839 unter dem Namen Victory Creek besiedelt. 1857 wurde es zur Stadt ernannt. Heute leben hier 1.160 Einwohner. Neben drei Kirchen und einer Grundschule gibt es im Ort die Whispering Wall, eine Touristenattraktion.

## Klima
Im Barossa Valley gibt es ein typisch mediterranes Klima mit trockenen Sommern und milden Wintern. Der meiste Regen fällt zwischen April und Oktober bei durchschnittlich 550 mm, wobei es in dieser Zeit auch kühle Nächte gibt. Im Sommer von Dezember bis Februar sind Temperaturen bis 35 °C üblich.

## Sehenswürdigkeiten
Neben den zahlreichen Weingütern
- Bildhauersymposion Barossa: Park mit 17 steinernen Skulpturen aus den Jahren 1988 und 2008, die in zwei Bildhauersymposien mit nationalen und internationalen Bildhauern entstanden.
- Barossa Heritage Trail
- Old Union Chapel: Die 1844 auf dem Land von George Fife Angas erbaute Kirche ist das älteste öffentliche Gebäude im Barossa Valley. Sie liegt an der Penrice Road in Angaston und kann für spezielle Anlässe wie Taufen und Hochzeiten nach wie vor verwendet werden.
- Hoffnungsthal
- Whispering Wall
- Herbig Family Tree
- Lyndoch Lavender Farm

Das Barossa Museum befindet sich in Tanunda in der Murray Street 47, das zahlreiche Relikte der deutschen Barossa-Kultur und Artefakte ausstellt.

## Wirtschaft
Das Barossa Valley gehört v. a. in seinem Nordteil zu den heißeren Anbaugebieten des Kontinents und eignet sich für die Herstellung sehr kräftiger, alkoholreicher Weine. Es gibt dort ca. 60 Weingüter, deren Produkte zum Teil unter den Besten der Welt zu finden sind. Die Gegend umfasst die Weinbauorte Tanunda, Bethany, Lyndoch, Seppeltsfield, Nuriootpa und Penrice. Sie sind alle im Umkreis von 10 km um Tanunda zu finden, das den Mittelpunkt des Barossa Valley bildet. Das eigentliche Barossa Valley ist mit dem benachbarten Eden Valley zu einer übergeordneten Appellation zusammengefasst, d. h. Weine beider Gebiete dürfen unter dem Namen „Barossa“ vermarktet werden.
Die meistkultivierte Rebsorte ist Shiraz, deren Rebstöcke in einigen historischen Weinbergen bereits weit vor der Reblauskatastrophe des 19. Jahrhunderts noch als Direktträger gesetzt wurden und teilweise mehr als 130 Jahre alt sind. Shiraz macht für den australischen Weinbau mit ca. 30 % den höchsten Anteil aller angebauten Rebsorten aus. Einige der ältesten Shiraz-Reben stehen im Gebiet um Adelaide auf Magill Estate auf den Weinbergen um Kalimna, das im Besitz der Weinkellerei Penfolds ist und woher auch heute noch ein Großteil der Reben zur Vinifizierung des australischen Weins „Grange“ kommen.
Der von Joseph Seppelt gegründete Weinbaubetrieb gehörte einst zum Brauereikonzern Foster’s Group, wurde jedoch 2011 in das eigenständige Unternehmen Treasury Wine Estates ausgegliedert. Zu den bekanntesten Marken des Unternehmens zählt neben den renommiertesten australischen Kellereien wie Penfolds, Lindeman's, Wolf Blass und Rosemount auch die kalifornische Kellerei Beringer. Trotz dieser Zugehörigkeit zu einem großen Konzern agieren die Kellereien eigenständig und werden jeweils von einem „Chief Winemaker“ mit seinem Team von Önologen geführt.